# Raionul Novotroiițke, Herson
Novotroiițke (în ucraineană Новотроїцький район, transliterat: Novotroiițkîi raion) este un raion în regiunea Herson, Ucraina. Reședința sa este așezarea de tip urban Novotroiițke.

## Demografie
Componența lingvistică a raionului Novotroiițke
     Ucraineană (87,15%)
     Rusă (10,67%)
     Alte limbi (0,79%)
Conform recensământului din 2001, majoritatea populației raionului Novotroiițke era vorbitoare de ucraineană (87,15%), existând în minoritate și vorbitori de rusă (10,67%).